# The Perfect Weapon (film 2016)
The Perfect Weapon é un film statunitense del 2016 diretto da Titus Paar.

## Trama
In un futuro tanto lontano, un'organizzazione governativa e criminale guidata da un dittatore conosciuto soltanto come "Il direttore" controlla tutti gli aspetti della vita dei cittadini, tutti i nemici vengono trattati in una maniera dura e uccisi da agenti speciali. Uno dei migliori agenti Condor, non riesce a portare a termine il suo ultimo obiettivo, divenendo oggetto di caccia dello stesso governo.